# 埃爾卡門 (庫斯卡特蘭省)
埃爾卡門（西班牙語：El Carmen），是薩爾瓦多的城鎮，位於該國中部，由庫斯卡特蘭省負責管轄，面積6.1平方公里，海拔高度665米，2007年人口13,345，人口密度每平方公里2,187.7人。
13°43′N 88°54′W / 13.717°N 88.900°W